# Coris batuensis
Coris batuensis is een straalvinnige vissensoort uit de familie van lipvissen (Labridae). De wetenschappelijke naam van de soort is voor het eerst geldig gepubliceerd in 1856 door Pieter Bleeker.
De soort werd ontdekt in de zee rond de Batoe-eilanden in Nederlands-Indië.
De soort staat op de Rode Lijst van de IUCN als niet bedreigd, beoordelingsjaar 2009.